# Карпош (община)
Община Карпош (мак. Општина Карпош) — община в Північній Македонії. Община є адміністративною одиницею-мікрорайоном столиці країни — Скоп'є, розташована на півночі Македонії, Скопський статистично-економічний регіон, з населенням 58 359 мешканців, які проживають на площі 105 км².